# Fußball-Niedersachsenliga 1998/99
Die Niedersachsenliga 1998/99 war die 50. Spielzeit der höchsten Amateurklasse im Niedersächsischen Fußballverband. Sie war eine Ebene unterhalb der viertklassigen Oberliga Niedersachsen/Bremen angesiedelt und wurde in zwei Staffeln ausgetragen. Sieger wurde die Amateurmannschaft des VfL Wolfsburg.

## Staffel Ost
Die Staffel Ost umfasste die Mannschaften aus den Bezirken Lüneburg und Braunschweig.

### Vereine
Im Vergleich zur Saison 1997/98 war keine Mannschaft aus der Oberliga Niedersachsen/Bremen abgestiegen, während der MTV Gifhorn aufgestiegen war. Die drei Absteiger hatten die Liga verlassen und wurden durch die vier Aufsteiger MTV Soltau, TuS Bodenteich, TSV Holtensen und Türkischer SV Braunschweig ersetzt. Nach dem Rückzug des TSV Wendezelle spielte die Liga nur mit 15 Mannschaften.
| Verein                     | Stadt            | Landkreis            | Qualifikation                              |
| -------------------------- | ---------------- | -------------------- | ------------------------------------------ |
| VfL Wolfsburg Amateure     | Wolfsburg        |                      | 2. Platz 1997/98                           |
| SC Weende                  | Göttingen        | Göttingen            | 3. Platz 1997/98                           |
| TuS Güldenstern Stade      | Stade            | Stade                | 4. Platz 1997/98                           |
| TuS Heeslingen             | Heeslingen       | Rotenburg (Wümme)    | 5. Platz 1997/98                           |
| Goslarer SC 08             | Goslar           | Goslar               | 6. Platz 1997/98                           |
| Braunschweiger SV 22       | Braunschweig     |                      | 7. Platz 1997/98                           |
| TuSpo Petershütte          | Osterode am Harz | Osterode am Harz     | 8. Platz 1997/98                           |
| Eintracht Braunschweig II  | Braunschweig     |                      | 10. Platz 1997/98                          |
| VfR Osterode 08            | Osterode am Harz | Osterode am Harz     | 11. Platz 1997/98                          |
| TSV Sievern                | Langen           | Cuxhaven             | 12. Platz 1997/98                          |
| Germania Walsrode          | Walsrode         | Soltau-Fallingbostel | 13. Platz 1997/98                          |
| MTV Soltau                 | Soltau           | Soltau-Fallingbostel | Aufsteiger aus der Landesliga Lüneburg     |
| TuS Bodenteich             | Bad Bodenteich   | Uelzen               | Aufsteiger aus der Landesliga Lüneburg     |
| TSV Holtensen              | Göttingen        | Göttingen            | Aufsteiger aus der Landesliga Braunschweig |
| Türkischer SV Braunschweig | Braunschweig     |                      | Aufsteiger aus der Landesliga Braunschweig |

### Saisonverlauf
Den Staffelsieg und damit den Aufstieg in die Oberliga Niedersachsen/Bremen sicherte sich die Amateurmannschaft des VfL Wolfsburg. Die Mannschaften auf den drei letzten Plätzen mussten absteigen.

### Tabelle
| Pl.               | Verein                         | Sp. | S  | U  | N  | Tore    | Diff. | Punkte |
| ----------------- | ------------------------------ | --- | -- | -- | -- | ------- | ----- | ------ |
| 1.                | VfL Wolfsburg Amateure         | 28  | 21 | 4  | 3  | 061:160 | +45   | 67     |
| 2.                | TuS Heeslingen                 | 28  | 17 | 5  | 6  | 054:370 | +17   | 56     |
| 3.                | Braunschweiger SV 22           | 28  | 15 | 5  | 8  | 062:430 | +19   | 50     |
| 4.                | TSV Holtensen (N)              | 28  | 14 | 8  | 6  | 047:330 | +14   | 50     |
| 5.                | Eintracht Braunschweig II      | 28  | 13 | 6  | 9  | 054:380 | +16   | 45     |
| 6.                | SC Weende                      | 28  | 10 | 10 | 8  | 046:490 | −3    | 40     |
| 7.                | Goslarer SC 08                 | 28  | 11 | 6  | 11 | 047:360 | +11   | 39     |
| 8.                | VfR Osterode 08                | 28  | 11 | 6  | 11 | 047:460 | +1    | 39     |
| 9.                | Germania Walsrode              | 28  | 10 | 5  | 13 | 045:480 | −3    | 35     |
| 10.               | TSV Sievern                    | 28  | 8  | 10 | 10 | 041:520 | −11   | 34     |
| 11.               | TuS Bodenteich (N)             | 28  | 7  | 8  | 13 | 031:530 | −22   | 29     |
| 12.               | TuSpo Petershütte              | 28  | 7  | 6  | 15 | 044:500 | −6    | 27     |
| 13.               | TuS Güldenstern Stade          | 28  | 6  | 9  | 13 | 043:580 | −15   | 27     |
| 14.               | Türkischer SV Braunschweig (N) | 28  | 4  | 11 | 13 | 029:450 | −16   | 23     |
| 15.               | MTV Soltau (N)                 | 28  | 3  | 7  | 18 | 030:770 | −47   | 16     |
| Stand: Saisonende |                                |     |    |    |    |         |       |        |

| (A) | Absteiger aus der Oberliga Niedersachsen/Bremen 1997/98 |
| (N) | Aufsteiger aus der Landesliga Niedersachsen 1997/98     |

## Staffel West
Die Staffel West umfasste die Mannschaften aus den Bezirken Hannover und Weser-Ems.

### Vereine
Im Vergleich zur Saison 1997/98 waren der FC Schüttorf 09 und der SC Harsum aus der Oberliga Niedersachsen/Bremen abgestiegen, während Blau-Weiß Lohne aufgestiegen war. Die fünf Absteiger hatten die Liga verlassen und wurden durch die drei Aufsteiger VfL Osnabrück II, SV Ramlingen/Ehlershausen und SV Wehrstedt 65 ersetzt. Die Liga wurde mit 17 Mannschaften ausgetragen.
| Verein                    | Stadt            | Landkreis           | Qualifikation                                   |
| ------------------------- | ---------------- | ------------------- | ----------------------------------------------- |
| FC Schüttorf 09           | Schüttorf        | Grafschaft Bentheim | Absteiger aus der Oberliga Niedersachsen/Bremen |
| SC Harsum                 | Harsum           | Hildesheim          | Absteiger aus der Oberliga Niedersachsen/Bremen |
| SV Meppen II              | Meppen           | Emsland             | 2. Platz 1997/98                                |
| VfV Hildesheim            | Hildesheim       | Hildesheim          | 3. Platz 1997/98                                |
| SpVg Aurich               | Aurich           | Aurich              | 4. Platz 1997/98                                |
| Vorwärts Nordhorn         | Nordhorn         | Grafschaft Bentheim | 5. Platz 1997/98                                |
| Niedersachsen Döhren      | Hannover         |                     | 6. Platz 1997/98                                |
| SC Langenhagen            | Langenhagen      | Hannover            | 7. Platz 1997/98                                |
| SV Bad Rothenfelde        | Bad Rothenfelde  | Osnabrück           | 8. Platz 1997/98                                |
| SV Damla Genç Hannover    | Hannover         |                     | 9. Platz 1997/98                                |
| Hannover 96 Amateure      | Hannover         |                     | 10. Platz 1997/98                               |
| SpVgg Preußen Hameln      | Hameln           | Hameln-Pyrmont      | 11. Platz 1997/98                               |
| TuS Esens                 | Esens            | Wittmund            | 12. Platz 1997/98                               |
| SC Spelle-Venhaus         | Spelle           | Emsland             | 13. Platz 1997/98                               |
| VfL Osnabrück II          | Osnabrück        |                     | Aufsteiger aus der Landesliga Weser-Ems         |
| SV Ramlingen/Ehlershausen | Burgdorf         | Hannover            | Aufsteiger aus der Landesliga Hannover          |
| SV Wehrstedt 65           | Bad Salzdetfurth | Hildesheim          | Aufsteiger aus der Landesliga Hannover          |

### Saisonverlauf
Den Staffelsieg und damit den Aufstieg in die Oberliga Niedersachsen/Bremen sicherte sich der FC Schüttorf 09. Die Mannschaften auf den vier letzten Plätzen mussten absteigen.

### Tabelle
| Pl.               | Verein                        | Sp. | S  | U  | N  | Tore    | Diff. | Punkte |
| ----------------- | ----------------------------- | --- | -- | -- | -- | ------- | ----- | ------ |
| 1.                | FC Schüttorf 09 (A)           | 32  | 20 | 4  | 8  | 072:460 | +26   | 64     |
| 2.                | SpVg Aurich                   | 32  | 18 | 9  | 5  | 072:340 | +38   | 63     |
| 3.                | VfV Hildesheim                | 32  | 16 | 11 | 5  | 062:360 | +26   | 59     |
| 4.                | VfL Osnabrück II (N)          | 32  | 17 | 7  | 8  | 079:450 | +34   | 58     |
| 5.                | SV Wehrstedt 65 (N)           | 32  | 18 | 4  | 10 | 064:490 | +15   | 58     |
| 6.                | SC Spelle-Venhaus             | 32  | 13 | 9  | 10 | 059:530 | +6    | 48     |
| 7.                | SV Bad Rothenfelde            | 32  | 13 | 7  | 12 | 067:470 | +20   | 46     |
| 8.                | Vorwärts Nordhorn             | 32  | 13 | 7  | 12 | 055:430 | +12   | 46     |
| 9.                | TuS Esens                     | 32  | 11 | 10 | 11 | 044:490 | −5    | 43     |
| 10.               | Niedersachsen Döhren          | 32  | 11 | 9  | 12 | 059:620 | −3    | 42     |
| 11.               | SC Langenhagen                | 32  | 10 | 11 | 11 | 037:440 | −7    | 41     |
| 12.               | Hannover 96 Amateure          | 32  | 10 | 9  | 13 | 053:510 | +2    | 39     |
| 13.               | SV Ramlingen/Ehlershausen (N) | 32  | 12 | 3  | 17 | 056:640 | −8    | 39     |
| 14.               | SC Harsum (A)                 | 32  | 10 | 5  | 17 | 042:610 | −19   | 35     |
| 15.               | SV Damla Genç Hannover        | 32  | 9  | 7  | 16 | 043:720 | −29   | 34     |
| 16.               | SpVgg Preußen Hameln          | 32  | 4  | 10 | 18 | 036:790 | −43   | 22     |
| 17.               | SV Meppen II                  | 32  | 5  | 2  | 25 | 043:108 | −65   | 17     |
| Stand: Saisonende |                               |     |    |    |    |         |       |        |

| (A) | Absteiger aus der Oberliga Niedersachsen/Bremen 1997/98 |
| (N) | Aufsteiger aus der Landesliga Niedersachsen 1997/98     |

## Endspiel um die Meisterschaft
Im Endspiel um die Niedersachsen-Meisterschaft setzte sich die Amateurmannschaft des VfL Wolfsburg gegen den FC Schüttorf 09 mit 2:0 durch.